# Leandro Grimi
Leandro Damián Marcelo Grimi (San Lorenzo, 9 febbraio 1985) è un ex calciatore argentino, di ruolo difensore.

## Caratteristiche tecniche
Mancino; considerato all'inizio della carriera un giocatore di fascia, ha saputo poi adattarsi anche a giocare al centro della difesa.

## Carriera
Inizia nel 2004, nelle giovanili dell'Huracán, formazione con cui debutta in prima squadra nel calcio professionistico. Nell'aprile 2006 è acquistato dal Racing Avellaneda, con cui scende in campo per la prima volta nell'agosto dello stesso anno. Col Racing gioca 11 partite nel campionato argentino di massima divisione.
A dicembre 2006 arriva a Milano per firmare un contratto con il Milan, il quale lo acquista per 2 milioni di euro. L'11 gennaio 2007 Grimi firma con il Milan un contratto di 4 anni e mezzo. Esordisce in maglia rossonera nella partita di Coppa Italia Milan-Arezzo 2-0. In campionato debutta, invece, il 18 aprile 2007, giocando gli ultimi 10 minuti di Ascoli-Milan 2-5. Non trovando adeguato spazio nella prima squadra del Milan, è ceduto in prestito al Siena il 9 luglio 2007. 
A gennaio 2008 si trasferisce, nuovamente in prestito, allo Sporting Lisbona. Nella prima stagione portoghese, giocando con regolarità, ottiene il secondo posto in campionato e vince la Coppa di Portogallo. Il 16 luglio 2008 viene acquistato dallo Sporting Lisbona per 2,5 milioni di euro più il 35% del costo dell'eventuale successivo trasferimento del giocatore. 
Dal 2010 ha sempre meno spazio in squadra, tanto che nel 2011-2012 milita in prestito nel Genk. Nel 2012 torna in patria, al Godoy Cruz, in cui milita per un biennio, poi trascorre un quadriennio al Racing Club e nel 2018 si trasferisce al Newell's Old Boys, con cui, però, non scende mai in campo. Nel 2020 approda all'Huracán, in cui milita per due anni prima del ritiro dall'attività agonistica all'età di 37 anni.

## Palmarès

### Competizioni nazionali
- Coppa del Portogallo: 1

Sporting Lisbona: 2007-2008
- Supercoppa di Portogallo: 1

Sporting Lisbona: 2008
- Campionato argentino: 1

Racing Club: 2014

### Competizioni internazionali
- UEFA Champions League: 1

Milan: 2006-2007